# Бартлетт, Альберт
А́льберт А́ллен Ба́ртлетт (англ. Albert Allen Bartlett; 21 марта 1923, Шанхай — 7 сентября 2013, Боулдер) — американский профессор физики в Колорадском университете.

## Биография
Получил степень бакалавра в области физики в 1944 году в Университете Колгейта. В 1948 году он получил степень магистра, а в 1951 году — степень доктора философии в области физики в Гарвардском Университете. C 1944 по 1946 год работал в Лос-Аламосской национальной лаборатории над Манхэттенским проектом.
В 1950 году профессор Бартлетт начал преподавательскую деятельность в Колорадском университете. В 1978 году он становится президентом Американской ассоциации учителей физики. Профессор Бартлетт являлся членом Американского физического общества и Американской ассоциации содействию развитию науки. В 1969 и 1970 годах дважды избирался Председателем Совета преподавателей 4-х кампусов Университета Колорадо.

## Общественная и просветительская деятельность
С конца 60-х годов он уделял большое внимание образованию в области проблем, связанных и являющихся следствием роста населения. Начиная с сентября 1969 года профессор Бартлетт свыше 1600 раз выступал с публичными лекциями на тему «Арифметика, население и энергия».
Свою лекцию профессор начинал словами: «Наибольшим недостатком человечества является его неспособность понять экспоненциальную функцию». Лекция объясняла экспоненциальный рост в условиях ограниченных ресурсов, в частности в применении к использованию ископаемого топлива — нефти и угля. Приводимые в лекции данные доказывают, что при продолжающемся росте населения и росте потребления ископаемого топлива его мировые запасы исчерпают себя гораздо раньше приводимых различными государственными агентствами оптимистических сроков. Также в лекции объясняется противоречивость термина «устойчивый рост» — невозможность устойчиво поддерживать рост населения и / или рост темпов потребления ресурсов. Данные лекции были прочитаны перед различными аудиториями: студентами, общественными организациями, на научных конференциях, перед сотрудниками Конгресса США.